# Công quốc Brabant
Công quốc Brabant (tiếng Đức: Herzogtum Brabant; tiếng Hà Lan: Hertogdom Brabant) là một nước chư hầu nằm trong Đế chế La Mã Thần thánh, được thành lập vào năm 1183, sau khi Phong địa bá quốc Brabant được nâng lên thành Công quốc, lãnh thổ của nó nằm ở trung tâm của Các quốc gia thuộc Vùng đất thấp, một phần của Hà Lan Bourgogne từ năm 1430 và thuộc Hà Lan Habsburg từ năm 1482, cho đến khi nó được phân chia sau Cuộc nổi dậy Hà Lan.
Bắc Brabant ngày nay (Staats-Brabant) được nhượng lại cho Vùng đất Chung (Generality Lands) của Cộng hòa Hà Lan theo Hòa ước Westphalia năm 1648, trong khi công quốc thu nhỏ vẫn là một phần của Nam Hà Lan cho đến khi nó bị lực lượng Cách mạng Pháp chinh phục vào năm 1794. Ngày nay tất cả các lãnh thổ cũ của công quốc, ngoại trừ các vùng ngoại lệ, đều thuộc Vương quốc Bỉ ngoại trừ tỉnh Bắc Brabant của Hà Lan.